# The Things We Think We're Missing
The Things We Think We're Missing è il secondo album dei Balance and Composure, pubblicato il 10 settembre 2013 con etichetta No Sleep Records.
L'album è stato annunciato il 22 luglio 2013 assieme alla tracklist e al preordine. Qualche giorno prima della sua pubblicazione, è stato possibile ascoltarlo in anteprima su Pitchfork.
Il disco ha ricevuto critiche molto positive da parte dei maggiori siti musicali nel genere, come Punknews, Alter the Press! ed AbsolutePunk. Negativa invece la critica di Sputnikmusic. La rivista Rocksound l'ha posizionato al 10º posto nella sua classifica dei migliori album del 2013; AbsolutePunk al 6º.
Il video musicale di Tiny Raindrop è stato pubblicato il 13 novembre 2013 sul sito di Rolling Stone.

## Tracce
1. Parachutes – 3:26
2. Lost Your Name – 3:44
3. Back of Your Head – 4:14
4. Tiny Raindrop – 3:33
5. Notice Me – 3:11
6. Ella – 1:29
7. Cut Me Open – 5:33
8. Reflection – 4:08
9. I'm Swimming – 4:21
10. When I Come Undone – 3:48
11. Dirty Head – 2:10
12. Keepsake (feat. Anthony Green) – 3:50
13. Enemy – 4:33

## Formazione
- Jonathan Simmons - voce e chitarra
- Andrew Slaymaker - chitarra
- Matthew Warner - basso
- Erik Peterson - chitarra
- Bailey Van Ellis - batteria
- Will Yip - produzione